# Rose Bowl
Rose Bowl – stadion sportowy w Pasadenie, Kalifornia w USA.
Stadion został zaprojektowany przez Myrona Hunta w 1921 roku. Zbudowany w latach 1921–1922, a do użytku oddany 1 stycznia 1923. Jest w stanie pomieścić 92 524 osoby.
18 czerwca 1988 na stadionie odbył się koncert Depeche Mode, podczas którego nagrano album 101. W 1994 odbył się tam finał Mistrzostw Świata w Piłce Nożnej.